# Perméation
 (juin 2024).
Si vous disposez d'ouvrages ou d'articles de référence ou si vous connaissez des sites web de qualité traitant du thème abordé ici, merci de compléter l'article en donnant les références utiles à sa vérifiabilité et en les liant à la section « Notes et références ».
En physique et ingénierie, la perméation est la pénétration d'un perméat (liquide, gaz ou vapeur) à travers un solide. Elle est directement liée au gradient de concentration du perméat, à la perméabilité intrinsèque du matériau, et à sa diffusivité massique. La perméation est modélisée par des équations telles que les lois de Fick de diffusion, et peut être mesurée à l'aide d'outils tels qu'un perméamètre.

## Description
Le processus de perméation implique la diffusion de molécules qui forment le perméat, le plus souvent à travers une membrane ou une interface. La perméation est due à la diffusion; le perméat va se déplacer du milieu de forte concentration à celui de faible concentration à travers l'interface. Un matériau peut être semi-perméable, avec la présence d'une membrane semi-perméable. Seuls des molécules ou des ions avec certaines propriétés seront en mesure de diffuser à travers cette membrane. C'est un mécanisme très important en biologie, où les fluides à l'intérieur d'un vaisseau sanguin doivent être régulés et contrôlés. La perméation peut se produire à travers la plupart des matériaux, y compris les métaux, les céramiques et les polymères. Cependant, la perméabilité des métaux est beaucoup plus faible que celle de la céramique et des polymères en raison de leur structure cristalline et de leur porosité.
La perméation est un phénomène dont il faut tenir compte dans les applications de divers polymère en raison de leur perméabilité élevée. La perméabilité dépend de la température à laquelle se produit l'interaction ainsi que des caractéristiques du polymère et du perméat. À travers le processus de sorption, les molécules du perméat peuvent être absorbées ou adsorbée à l'interface. La pénétration d'un matériau peut être mesurée à travers de nombreuses méthodes qui permettent de quantifier la perméabilité d'une substance à travers un matériau spécifique.
La perméabilité due à la diffusion est mesurée dans le système SI en mol/*s*Pa. La perméabilité due à la diffusion n'est pas à confondre avec la perméabilité due à l'écoulement d'un fluide dans les solides poreux, mesurée en Darcy.

## Termes connexes
- Perméat : La substance ou l'espèce, ions, molécules traversant le solide.
- Semiperméabilité : Propriété d'un matériau perméable uniquement pour certaines substances, et pas pour d'autres.
- Mesure de la perméation : Méthode pour la quantification de la perméabilité d'un matériau pour une substance spécifique.

## Histoire

### L'Abbé Jean-Antoine Nollet (physicien, 1700-1770)
Nollet a essayé de sceller des récipients remplis de vin avec de la vessie de porc, puis les a stockés sous l'eau. Après un certain temps, la vessie était bombé vers l'extérieur. Il a remarqué la forte pression du liquide qui s'est échappé lorsqu'il a percé la vessie. Curieux, il fait l'expérience dans l'autre sens: il a rempli les récipients avec de l'eau avant de les stocker dans le vin. Le résultat a été une vessie bombée vers l'intérieur. Ses notes à propos de cette expérience sont la première mention scientifique de la perméation (ici plus précisément de la semi-perméabilité).

### Thomas Graham (chimiste, 1805-1869)
Graham a prouvé expérimentalement que la diffusion du gaz dépendait du poids moléculaire, ce qui est maintenant connu comme la loi de Graham.

### Richard Barrer (1910-1996)
Barrer a développé la première technique de mesure moderne, utilisant des méthodes scientifiques pour mesurer le taux de perméation.

## La perméation dans la vie de tous les jours
- Emballage : La perméabilité de l'emballage (matériaux, joints, bouchons, etc.) doit aller de pair avec la sensibilité du contenu de l'emballage et la durée de stockage optimale. Certains paquets doivent avoir des joints quasi-hermétiques , tandis que d'autres peuvent (et doivent parfois) être sélectivement perméable. Connaître les taux exacts de perméation est donc essentiel.

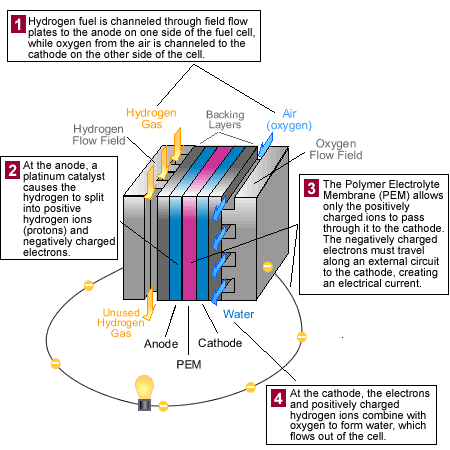
Configuration d'une pile à combustible

- Pneus : la pression d'air dans les pneus doit diminuer aussi lentement que possible. Un bon pneu est celui qui permet le moins au gaz de s'échapper. La perméation va se produire au fil du temps, il est donc préférable de connaître la perméabilité du matériau utilisé pour fabriquer le pneu avec les gaz utilisés pour le remplir (ici l'air).
- Isolation : la perméabilité des matériaux isolants à la vapeur d'eau est également importante, notamment pour l'isolation des câbles sous-marins, pour protéger les conducteurs de la corrosion.
- Les piles à combustible : certains prototypes de voitures électriques sont équipés d'une pile à combustible, munie d'une membrane échangeuse de protons (PEM) pour convertir l'hydrogène (carburant) et l'oxygène de l'atmosphère en eau pour produire de l'électricité. Toutefois, ces piles ne produisent qu'environ 1,16 V d'électricité : elles sont associées en série pour alimenter un véhicule.
- Tuyauterie en polymères thermoplastiques et thermodurcissables : les tuyaux destinés au transport de l'eau sous haute pression doivent être en matières suffisamment étanches pour assurer l'absence de perméation de l'eau à travers la paroi du tuyau.
- Utilisations médicales : la perméation peut aussi être utilisée dans le domaine médical, notamment dans l'élaboration des patchs utilisés pour délivrer une substance médicamenteuse à travers une paroi semi-perméable, puis à travers la peau.

## Approximation à l'aide de la première loi de Fick
Le flux de la masse du perméat à travers le solide peut être modélisé par la première loi de Fick.
 :{\displaystyle {\bigg .}J=-D{\frac {\partial \phi }{\partial x}}{\bigg .}}
Cette équation peut être réduite à une formule simple qui peut être utilisée dans des problèmes de base pour approximer la perméation à travers une membrane.
{\displaystyle {\bigg .}J=-D{\frac {(C_{2}-C_{1})}{\delta }}{\bigg .}}
où
- {\displaystyle J} est le flux de diffusion
- {\displaystyle \,D} est le coefficient de diffusion, ou diffusivité massique
- {\displaystyle C} est la concentration du perméat
- {\displaystyle \,\delta } est l'épaisseur de la membrane

On peut introduire {\displaystyle S} dans cette équation, qui représente le paramètre d'équilibre de sorption, qui est la constante de proportionnalité entre la pression ({\displaystyle p}) et {\displaystyle C}. Cette relation peut être représentée par {\displaystyle C=Sp}.
{\displaystyle {\bigg .}J=-D{\frac {S(p_{2}-p_{1})}{\delta }}{\bigg .}}
Le coefficient de diffusion peut être combiné avec le paramètre d'équilibre de sorption pour obtenir la forme finale de l'équation, où {\displaystyle P} est la perméabilité de la membrane. La relation {\displaystyle P=SD} aboutit à : 
{\displaystyle {\bigg .}J=-{\frac {P(p_{2}-p_{1})}{\delta }}{\bigg .}}

## Solubilité d'un gaz dans un métal
Dans les applications pratiques, lorsque l'on regarde les gaz qui pénètrent dans les métaux, il existe une relation entre la pression du gaz et la concentration. De nombreux gaz existent en tant que molécules diatomiques lorsque dans leur phase gazeuse, mais en tant qu'ions monoatomiques lorsqu'ils se trouvent dans les métaux. La loi de Sieverts énonce que la solubilité d'un gaz, sous la forme d'une molécule diatomique, dans le métal est proportionnelle à la racine carrée de la pression partielle du gaz.
Le flux peut être approché dans ce cas par l'équation:
{\displaystyle {\bigg .}J=-D{\frac {(S_{1}-S_{2})}{\delta }}{\bigg .}}
On peut alors introduire {\displaystyle K} dans cette équation, qui représente la constante d'équilibre de la réaction. À partir de la relation  {\displaystyle S={K{\sqrt {p_{N}}}}} :
{\displaystyle {\bigg .}J=-D{\frac {K({\sqrt {p_{1}}}-{\sqrt {p_{2}}})}{\delta }}{\bigg .}}
Le coefficient de diffusion peut être combiné avec la constante d'équilibre de la réaction pour obtenir la forme finale de l'équation, où {\displaystyle P} est la perméabilité de la membrane. La relation {\displaystyle P=KD} aboutit à : 
{\displaystyle {\bigg .}J=-{\frac {P({\sqrt {p_{1}}}-{\sqrt {p_{2}}})}{\delta }}{\bigg .}}